# Дармон, Генри
Генри Дармон (род. 22 октября 1965) — франко-канадский математик, специализирующийся на теории чисел.
Он работал над двенадцатой проблемой Гильберта и гипотезой Бёрча — Свиннертон-Дайера.
Получил степень бакалавра наук в университете Макгилла в 1987 году и степень доктора философии в Гарвардском университете в 1991 году под руководством Бенедикта Гросса.
В 1991—1996 году работал в Принстонском университете, с 1994 года — профессор в университете Макгилла.

## Награды и премии
В 2008 награждён John L. Synge Award Королевского общества Канады.
В 2017 году получил Премию Коула и CRM-Fields-PIMS prize за исключительные достижения в математических науках.